# Bisten-en-Lorraine
Bisten-en-Lorraine è un comune francese di 274 abitanti situato nel dipartimento della Mosella nella regione del Grand Est.

## Società

### Evoluzione demografica
Abitanti censiti